# Constantine, 1. Earl of Fife
Constantine, 1. Earl of Fife (auch Constantine Macduff oder Causantín, Earl of Fife) († nach 1128) war ein schottischer Magnat.
Constantine entstammte wahrscheinlich einer Nebenlinie des schottischen Königshauses Alpin. Darauf deutet sein Beiname Macduff hin, nach dem er ein Nachfahre von König Dubh war, der von 962 bis 966 regierte und der der einzig bekannte namhafte Träger des Namens Dubh war. Constantine hatte offenbar enge Beziehungen zum schottischen Königshaus. Er wird erstmals 1095 als Zeuge einer Urkunde des späteren Königs Edgar erwähnt und bekannte sich damit im Gegensatz zu anderen Adligen klar zu König Donald III. Vor 1107 bestätigte der spätere König Alexander und dessen Bruder David seinen Besitz als Nachfolger von Æthelred in Fife, dabei wurde er als Earl of Fife bezeichnet. Deshalb gilt er auch als erster belegter Träger dieses Titels. Constantine wird letztmals in einer um 1128 ausgestellten Urkunde erwähnt. In dieser Urkunde beschweren sich die Culdeer von Loch Leven über den Ritter Robert the Burgundian bei Constantine, der zusammen mit Mael-Domhnaich, Sohn von Macbethad und Dubgall, Sohn von Mocche auch als hochrangiger schottischer Richter diente. Constantine wird als Magnus Judex bezeichnet, ob er in dieser Funktion einem Gericht vorsaß oder eine höhere Stellung als Richter hatte, ist unklar. Die Benennung von Richtern gilt allerdings als Hinweis, nach dem sich das normannische Feudalrecht gegen das traditionelle keltische Rechtswesen in Schottland durchsetzte.
Constantines Nachfolger als Earl war Gille Micheil Macduff, der wahrscheinlich nicht sein Sohn war, aber 1128 als sein designierter Nachfolger bezeichnet wurde.